# C21H18N2O4
化学式C21H18N2O4（摩尔质量：362.38 g/mol）可以指：
- 高喜树碱，CAS号：50906-88-2
- E-高喜树碱，CAS号：186669-19-2
- 7-甲基喜树碱，CAS号：78287-26-0
- 9-甲基喜树碱，CAS号：123949-23-5
- α-氨基苔红素，CAS号：642-61-5
- 1,5-二(邻苯二甲酰亚氨基)戊烷，CAS号：982-50-3
- 4,4'-二(丁二酰亚胺基)二苯甲烷，CAS号：17655-94-6

|  | 这个同类索引页列出了具有相同分子式的化学物（即同分異構體）条目。 除非您是有意链接至本页，否则应将相应条目的内部链接指向正确的条目。 |